# SRT Light Red Line
SRT Light Red Line (ныне «Nakhon Withi») — часть запланированной железнодорожной системы SRT Red Lines, обслуживающей Большой Бангкок. Линия пройдёт от Салайя в районе Пхуттхамонтхон, провинция Накхонпхатхом до станции Хуамак в Бангкоке.

## Маршрут
Первые 15 километров линии проходят от Бангсы до района Талингчан в Тхонбури, восточной части Бангкока. Далее линия будет продлена до тамбона Салайя в провинции Накхонпатхом. Последним этапом строительства будет продление линии от Бангсы до станции Пхайятхай и дальше до станции Хуамак в Бангкоке.

## История
15-километровый участок между станциями Талингчан и Бангсон был открыт для тестовой работы 5 декабря 2012 года. Он работал только 13 месяцев по 12 перевозок в день (6 в каждом направлении) до 13 января 2014 года, когда он закрылся из-за отсутствия подвижного состава.
Перезапуск линии планируется осуществить после завершения новой станции Бангсы и получения нового подвижного состава, примерно в январе 2021 года.
В июле 2016 года правительство одобрило строительство участка Бангсы-Пхаятхай-Маккасан-Хуамак, в то время, когда тендер на 12-километровый участок с 4 станциями от Талингчана до Салайя должен был быть разыгран в сентябре 2018 года, но потом был перенесён на вторую половину 2019 года. Однако, он был отложен ещё раз, до 2021 года, когда новый Департамент железных дорог по указу министра транспорта должен закончить планирование тендеров государственно-частного партнерства для этого расширения.
29 сентября 2022 года линия  SRT  получила от короля Таиланда собственное наименование: «นครวิถี» (англ.: Nakhon Withi), что в переводе значит — «дорога большого города».

### Бангсы — Талингчан

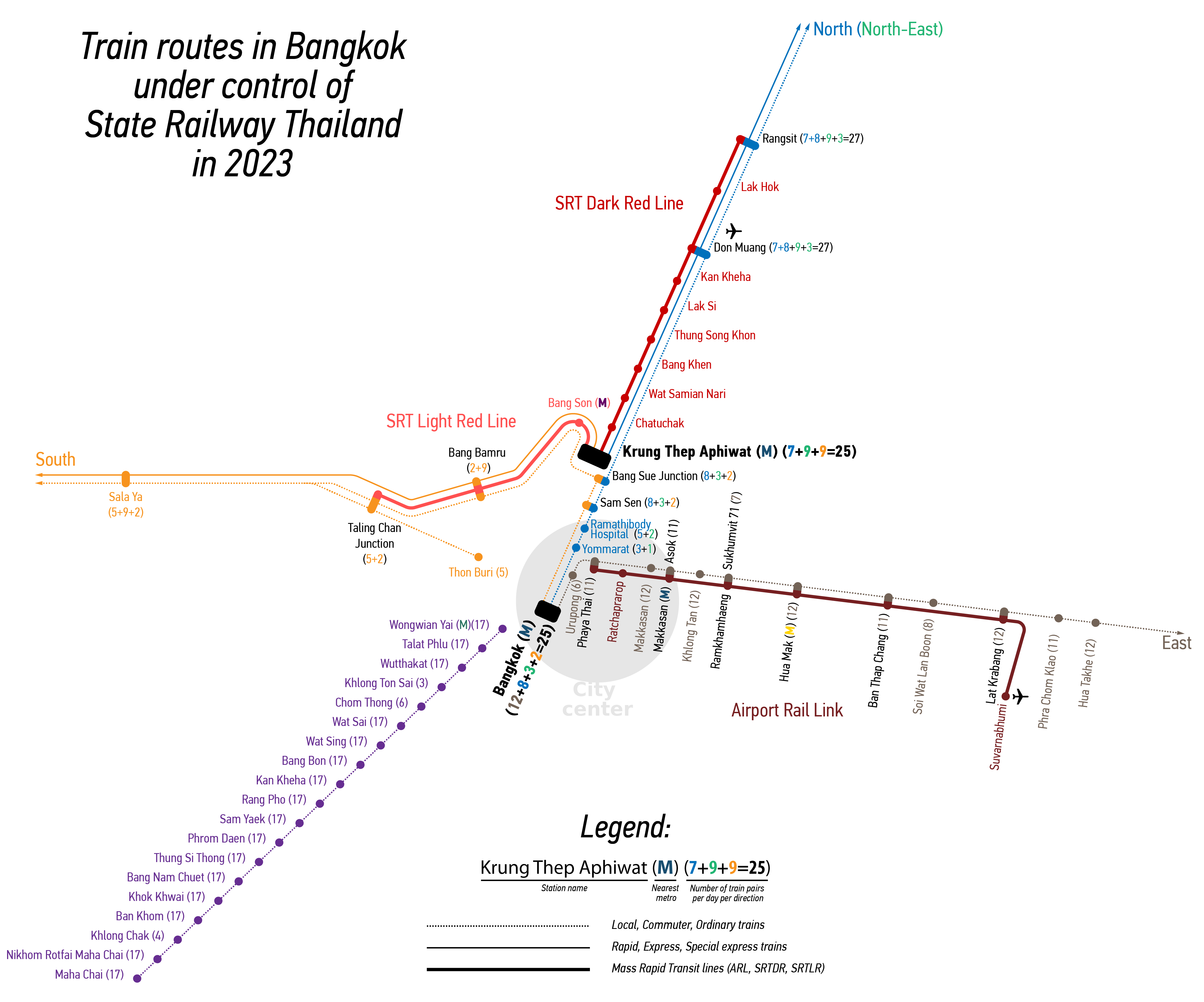
Схема линий Бангкока подведомственных SRT

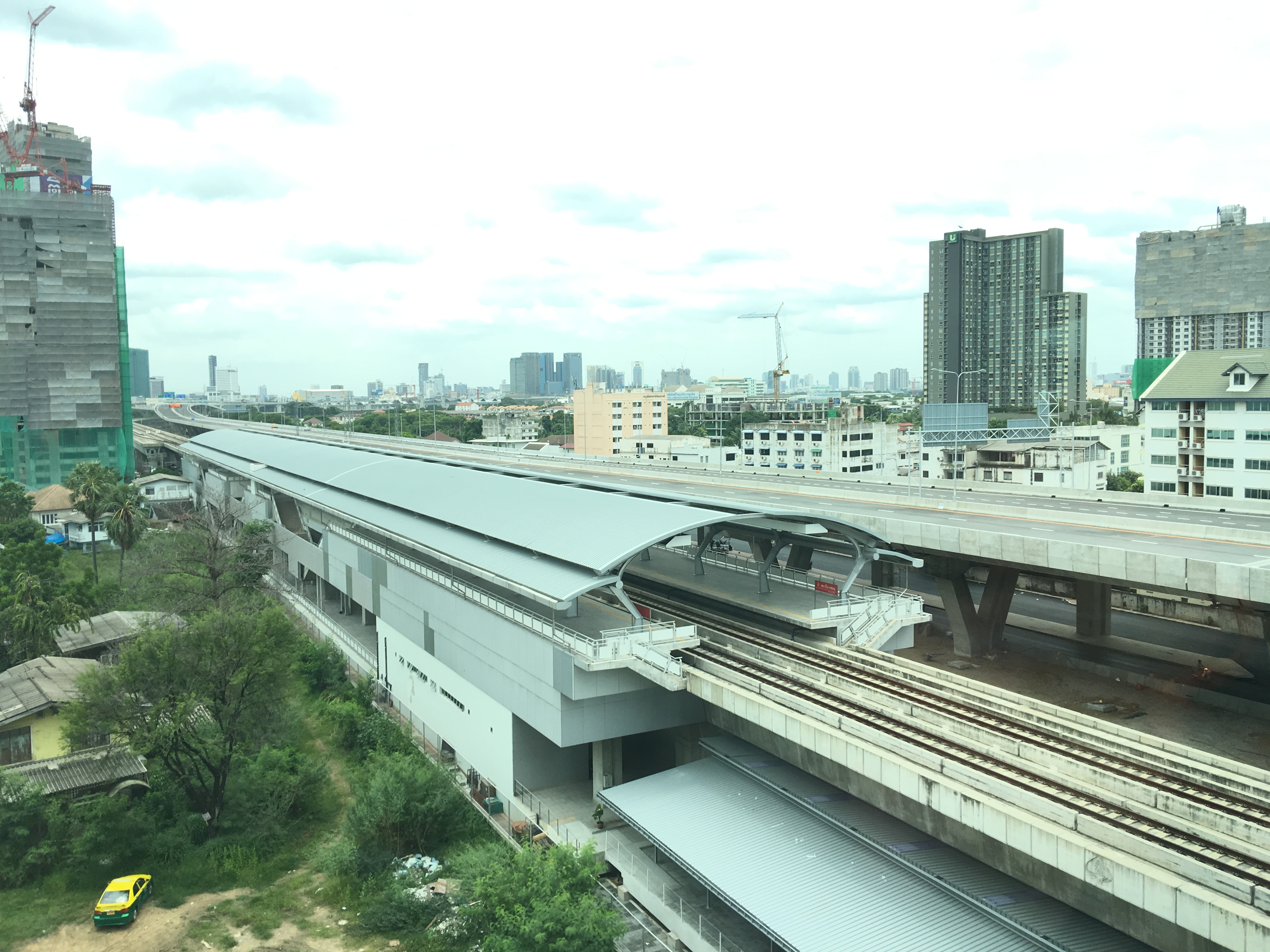
Станция Бангсон

Контракт на строительство участка от Талингчана до Бангсы был подписан 15 декабря 2008 года. Строительные работы начались в начале 2010 года, но были приостановлены из-за наводнения 2011 года. Строительство было завершено в третьем квартале 2012 года. Тестирование системы началось в сентябре того же года. Электрификация участка была включена в третий этап строительства линии SRT Dark Red Line (Бангсы — Рангсит), завершение которого запланировано на 2020 год. По состоянию на сентябрь 2019 года было установлено 45,60 % сигнальной системы.

### Новые станции
В рамках строительства линии планируется постройка двух новых станций на обоих берегах реки Чаупхрая, около моста Рамы VI и в Бангкруай. По состоянию на июль 2020 года тендеры все ещё не были разыграны.

## Подвижной состав
В конце сентября 2019 года из Японии были отправлены первые 2 состава, и оба прибыли в порт Лемчабанг 12 октября. К марту 2020 года были доставлены уже 5 составов.
К июлю 2020 года из 25 заказанных составов были доставлены 13: 7 из шести вагонов и 6 из четырех вагонов, еще 2 должны быть доставлены в августе того же года.

## Расширения
Строительство делится на следующие этапы:
| Этап | Участок               | Протяженность | Статус                     |
| ---- | --------------------- | ------------- | -------------------------- |
| I    | Бангсы — Талингчан    | 15 км         | Построен, открыто движение |
| II   | Талингчан — Салайя    | 12 км         | Одобрен правительством     |
| III  | Талингчан — Сирират   | 6.5 км        | Одобрен правительством     |
| IV   | Бангсы — Хуамак       | 25 км         | Планируется                |
| V    | Салайя — Накхонпатхом | 30 км         | Предлагается               |

### Этап II: Талингчан — Салая
Линия SRT Light Red Line будет продлена на 12 км на запад до Салаи. Продление будет включать в себя 4 станции:
- Банчимпли,
- Канчанапхисек (Пхуттхамонтхон Сай 2),
- Салатхаммасоп,
- Салая.

Розыгрыш тендера на западное продление от Талингчана до Салаи изначально был запланирован на сентябрь 2018 года после его одобрения в июле 2016 году, но был перенесен на вторую половину 2019 года, после чего был перенесен еще раз, на 2021 год, когда новый Департамент железных дорог по указу министра транспорта должен закончить план по государственно-частному партнерству.

### Этап III: ответвление Талингчан — Сирират
SRT управляет существующими междугородними перевозками на линии от Тхонбури до Канчанабури. Эта линия должна стать ответвлением Light Red Line от Талингчана до Тхонбури/Сирирата.
В августе 2012 года SRT предложили построить 3 станции на этом 6.5-километровом ответвлении:
- Плавучий рынок Талингчан,
- Станция Чарансанитвонгсеn (пересадка на линию MRT Blue Line)
- Станция Тхонбури/Сирират (пересадка на линию MRT Orange Line)

Изначально по этому маршруту должна была быть построена MRT Orange Line. Это ответвление будет начато строиться одновременно с продлением до Салаи.

### Этап IV: Бангсы — Хуамак
Станции будут располагаться вблизи стадиона Ратчатхеви, железнодорожной станции Пхаятхай, железнодорожной станции Маккасан и станции ARL Хуамак.
Строительство этого участка будет начато только после завершения Центрального вокзала Бангсы, и у поездов Light Red Line на этом участке будет ограничено преимущество проезда, учитывая существующие эстакаду и станции ARL.

## Станции
| Код                           | Название станции   | Тайское название | Экспресс | Городской поезд | Пересадки                                         | Расположение |
| SRT Light Red Line            |                    |                  |          |                 |                                                   |              |
| RE08                          | Хуамак             | หัวหมาก           |          |                 | ARL : Хуамак MRL : Хуамак (строится)              | Бангкок      |
| RE07                          | Рамкхамхенг        | รามคำแหง         |          |                 | ARL : Рамкхамхенг                                 | Бангкок      |
| RE06                          | Сунвичай           | ศูนย์วิจัย           |          |                 | MRL (предложено)                                  | Бангкок      |
| RE05                          | Маккасан           | มักกะสัน           |          |                 | ARL : Маккасан MRT : Пхетчабури                   | Бангкок      |
| RE04                          | Пхаятхай           | พญาไท            |          |                 | BTS : Пхаятхай ARL : Пхаятхай                     | Бангкок      |
| RE03                          | Ратчавитхи         | ราชวิถี            |          |                 | SRT (предложено)                                  | Бангкок      |
| RE02                          | Самсен             | สามเสน           |          |                 | SRT (предложено)                                  | Бангкок      |
| RE01                          | Прадипхат          | ประดิพัทธ์          |          |                 | SRT (предложено)                                  | Бангкок      |
| RCEN                          | Бангсы             | บางซื่อ            |          |                 | SRT ARL (одобрено) MRT : Бангсы                   | Бангкок      |
| RW01                          | Бангсон            | บางซ่อน           |          |                 | MRT : Бангсон                                     | Бангкок      |
| RW02-EX                       | Пхрарам 6          | พระราม 6         |          |                 |                                                   | Бангкок      |
| RW03-EX                       | Бангкруай-EGAT     | บางกรวย-กฟผ.     |          |                 |                                                   | Нонтхабури   |
| RW04                          | Бангбамру          | บางบำหรุ          |          |                 |                                                   | Бангкок      |
| RW05                          | Талингчан          | ตลิ่งชัน            |          |                 | BTS : Талингчан (предложено)                      | Бангкок      |
| RW06                          | Банчимпхли         | บ้านฉิมพลี          |          |                 |                                                   | Бангкок      |
| RW07                          | Канчанапхисек      | กาญจนาภิเษก       |          |                 |                                                   | Бангкок      |
| RW08                          | Салатхаммасоп      | ศาลาธรรมสพณ์      |          |                 |                                                   | Бангкок      |
| RW09                          | Салая              | ศาลายา           |          |                 |                                                   | Накхонпатхом |
| Ответвление Талингчан-Сирират |                    |                  |          |                 |                                                   |              |
| RW05                          | Талингчан          | ตลิ่งชัน            |          |                 | BTS : Талингчан (предложено)                      | Бангкок      |
| RWS01                         | Талатнам Талингчан | ตลาดน้ำตลิ่งชัน      |          |                 |                                                   | Бангкок      |
| RWS02                         | Чарансанитвонгсе   | จรัญสนิทวงษ์        |          |                 | MRT : Бангкхуннон MRT : Бангкхуннон (планируется) | Бангкок      |
| RWS03                         | Сирират            | ศิริราช            |          |                 | MRT : Сирират (планируется)                       | Бангкок      |